# Elecciones municipales de Andahuaylas de 1993
Las elecciones municipales de Andahuaylas de 1993 se llevaron a cabo el 29 de enero de 1993 para elegir al alcalde y al Concejo Provincial de Andahuaylas para el periodo 1993-1995. La elección se celebró simultáneamente con elecciones municipales en todo el país.

## Sistema electoral
La Municipalidad Provincial de Andahuaylas es el órgano administrativo y de gobierno de la provincia de Andahuaylas. Está compuesta por el alcalde y el Concejo Provincial.
La votación del alcalde y el concejo se realiza en base al sufragio universal, que comprende a todos los ciudadanos nacionales mayores de dieciocho años, empadronados y residentes en la provincia de Andahuaylas y en pleno goce de sus derechos políticos, así como a los ciudadanos no nacionales residentes y empadronados en la provincia de Andahuaylas.
El Concejo Provincial de Andahuaylas está compuesto por 19 regidores elegidos por sufragio directo para un período de tres (3) años, en forma conjunta con la elección del alcalde (quien lo preside). La votación es por lista cerrada y bloqueada. Se asigna a la lista ganadora los escaños según el método d'Hondt o la mitad más uno, lo que más le favorezca.

## Composición del Concejo Provincial de Andahuaylas
La siguiente tabla muestra la composición del Concejo Provincial de Andahuaylas antes de las elecciones.
| Partidos | Partidos                | Regidores |
| -------- | ----------------------- | --------- |
|          | Izquierda Unida         | 11        |
|          | Frente Democrático      | 6         |
|          | Partido Aprista Peruano | 2         |

## Partidos y candidatos
A continuación se muestra una lista de los principales partidos y alianzas electorales que participaron en las elecciones:
| Candidatura | Candidatura | Partidos y alianzas | Candidatos | Candidatos                     | Ideología                                               | Resultado previo | Resultado previo | Ref. |
| Candidatura | Candidatura | Partidos y alianzas | Candidatos | Candidatos                     | Ideología                                               | Votos (%)        | Reg.             | Ref. |
| ----------- | ----------- | --- | ---------- | ------------------------------ | ------------------------------------------------------- | ---------------- | ---------------- | ---- |
|             | IU          | Lista - Izquierda Unida (IU) – Unión de Izquierda Revolucionaria (UNIR) – Partido Comunista Peruano (PCP) – Frente Obrero Campesino Estudiantil y Popular (FOCEP) |            | José Medina Espinoza           | Marxismo-leninismo Mariateguismo Socialismo democrático | 44.20%           | 11               |      |
|             | AP          | Lista - Acción Popular (AP) |            | Camilo Abuhadba Abedrado       | Humanismo Nacionalismo cívico Reformismo                | 39.69%           | 6                |      |
|             | APRA        | Lista - Partido Aprista Peruano (APRA) |            | Efraín Alvarado Medina         | Aprismo                                                 | 12.55%           | 2                |      |
|             | Frepap      | Lista - Frente Popular Agrícola del Perú (Frepap) |            | Washington Ramírez Ortiz       | Israelismo Fundamentalismo cristiano Populismo          | Nuevo            | Nuevo            |      |
|             | IND         | Lista - Lista Independiente N° 3 |            | Marc Williams Van Cauwenberghe | Localismo andahuaylino                                  | Nuevo            | Nuevo            |      |
|             | IND         | Lista - Lista Independiente N° 7 |            | Félix Ascarza Oriundo          | Localismo andahuaylino                                  | Nuevo            | Nuevo            |      |

## Resultados

### Sumario general
|                        |                                           |              |              |              |           |           |
| Partidos y coaliciones | Partidos y coaliciones                    | Voto popular | Voto popular | Voto popular | Regidores | Regidores |
| Partidos y coaliciones | Partidos y coaliciones                    | Votos        | %            | ±pp          | Total     | +/−       |
|                        | Acción Popular (AP)                       | 5,276        | 33.11        | n/a          | 11        | +5        |
|                        | Lista Independiente N° 3                  | 5,160        | 32.39        | n/a          | 5         | +5        |
|                        | Lista Independiente N° 7                  | 1,975        | 12.40        | n/a          | 2         | +2        |
|                        | Izquierda Unida (IU)                      | 1,602        | 10.05        | –34.15       | 1         | –10       |
|                        | Partido Aprista Peruano (APRA)            | 982          | 6.16         | –6.39        | 0         | –2        |
|                        | Frente Popular Agrícola del Perú (Frepap) | 938          | 5.89         | Nuevo        | 0         | ±0        |
|                        |                                           |              |              |              |           |           |
| Total                  | Total                                     | 15,933       |              |              | 19        | ±0        |
|                        |                                           |              |              |              |           |           |
| Votos válidos          | Votos válidos                             | 15,933       | 44.97        | –5.49        |           |           |
| Votos en blanco        | Votos en blanco                           | 3,966        | 11.19        | –4.03        |           |           |
| Votos nulos            | Votos nulos                               | 15,534       | 43.84        | +9.52        |           |           |
| Votos emitidos         | Votos emitidos                            | 35,433       | 60.36        | –6.62        |           |           |
| Abstenciones           | Abstenciones                              | 23,269       | 39.64        | +6.62        |           |           |
| Votantes registrados   | Votantes registrados                      | 58,702       |              |              |           |           |
|                        |                                           |              |              |              |           |           |
| Fuente:                |                                           |              |              |              |           |           |

## Elecciones municipales distritales

### Resultados por distrito
La siguiente tabla enumera el control de los distritos de la provincia de Andahuaylas. El cambio de mando de una organización política se resalta del color de ese partido.
| Distrito                 | Alcalde(sa) titular                                      | Partido político                                         | Partido político                                         | Alcalde(sa) electo(a)       | Partido político | Partido político                 |
| ------------------------ | -------------------------------------------------------- | -------------------------------------------------------- | -------------------------------------------------------- | --------------------------- | ---------------- | -------------------------------- |
| Andarapa                 | Faustino Sánchez Damiano                                 |                                                          | Izquierda Unida                                          | Gustavo León Damiano        |                  | Acción Popular                   |
| Chiara                   | Guzmán Chipana Carrasco                                  |                                                          | Izquierda Unida                                          | Víctor Rodas Llacctas       |                  | Lista Independiente N° 3         |
| Huancarama               | Claudio Palomino Meléndez                                |                                                          | Izquierda Unida                                          | Cirilo Huaraca Altamirano   |                  | Acción Popular                   |
| Huancaray                | Alberto Guizado Céspedes                                 |                                                          | Izquierda Unida                                          | Joaquín Uquiche Molina      |                  | Lista Independiente N° 7         |
| Huayana                  | Anaclo Urpe Cáceres                                      |                                                          | Izquierda Unida                                          | Clemente Urpi Romero        |                  | Frente Popular Agrícola del Perú |
| Kishuará                 | Demetrio Pichihua Oyola                                  |                                                          | Frente Democrático                                       | Víctor Carrasco Ayquipa     |                  | Lista Independiente N° 3         |
| Pacobamba                | Nicanor Laupa Vera                                       |                                                          | Izquierda Unida                                          | Lucio Tambraico Palomino    |                  | Acción Popular                   |
| Pacucha                  | Óscar Franco Navarro                                     |                                                          | Izquierda Unida                                          | Óscar Franco Navarro        |                  | Lista Independiente N° 3         |
| Pampachiri               | Luciano Apaza Apaza                                      |                                                          | Frente Democrático                                       | Federico Chipana Fernández  |                  | Acción Popular                   |
| Pomacocha                | Remigio Antay Huayhuas                                   |                                                          | Partido Aprista Peruano                                  | Eusebio Anca Ccaccya        |                  | Lista Independiente N° 3         |
| San Antonio de Cachi     | Hermenegildo Cabezas Martínez                            |                                                          | Izquierda Unida                                          | Darío Quispe Toledo         |                  | Acción Popular                   |
| San Jerónimo             | Tadeo Reynaga Ascue                                      |                                                          | Izquierda Unida                                          | Fortunato Rincón Torbisco   |                  | Lista Independiente N° 3         |
| San Miguel de Chaccrampa | Creación del distrito (Ley N° 25235, 8 de junio de 1990) | Creación del distrito (Ley N° 25235, 8 de junio de 1990) | Creación del distrito (Ley N° 25235, 8 de junio de 1990) | Eliseo Durand Loa           |                  | Acción Popular                   |
| Santa María de Chicmo    | Pedro Obregón Zarzo                                      |                                                          | Izquierda Unida                                          | Pedro Obregón Zarzo         |                  | Izquierda Unida                  |
| Talavera                 | Antonio León Zapata                                      |                                                          | Izquierda Unida                                          | Antonio León Zapata         |                  | Lista Independiente N° 3         |
| Tumay Huaraca            | Ciro Gonzales Huamaní                                    |                                                          | Frente Democrático                                       | Flaviano Merino Arenaza     |                  | Lista Independiente N° 7         |
| Turpo                    | Modesto Quispe Alhuay                                    |                                                          | Frente Democrático                                       | Alejandro Huaraca Gutiérrez |                  | Acción Popular                   |